# Hyperion (Parigi)
Hyperion è stata una scuola di lingue fondata nel 1977 a Parigi (all'indirizzo Quai de la Tournelle 27) da Duccio Berio, Vanni Mulinaris e Corrado Simioni, esponenti della sinistra extraparlamentare italiana. La scuola, in attività fino al 1979, è stata sospettata di essere una copertura per operazioni di terrorismo o servizi segreti.

## Legami col terrorismo italiano
I tre fondatori della scuola avrebbero partecipato precedentemente con Renato Curcio, Alberto Franceschini e Mario Moretti al processo politico che portò alla fondazione delle Brigate Rosse.
Mulinaris e Berio fecero amicizia con Curcio nella facoltà di sociologia di Trento, dove i due erano tra i fondatori del movimento di sociologia. Simioni conobbe Curcio successivamente, incontrandolo nel 1969 nel "collettivo politico metropolitano" milanese, gruppo che teorizzando lo scontro aperto funse da progenitore per la nascita delle Brigate Rosse.
Durante gli anni Settanta molti ideologi dell'estrema sinistra italiana, ricercati o sotto inchiesta da parte della magistratura italiana trovarono rifugio in Francia, ricevendo il riconoscimento di rifugiati politici. Il riconoscimento di questo status da parte delle autorità francesi, di fatto, li sottraeva dalle indagini e bloccava ogni richiesta di estradizione degli stessi in Italia.
Secondo le dichiarazioni del brigatista Alberto Franceschini nella sua audizione in Commissione stragi, i tre fondatori di Hyperion erano in disaccordo con l'impostazione dei "leader storici" delle Brigate Rosse, in quanto il gruppo originale della scuola parigina (soprannominato "Superclan", ovvero "superclandestino") era ritenuto troppo violento. I vertici di Hyperion avrebbero mantenuto un legame speciale, invece, con Moretti che faceva parte del Superclan. Questo legame si sarebbe rafforzato nel 1974, dopo la cattura dei capi brigatisti Curcio e Franceschini, a seguito della quale Moretti rimase l'unico tra i capi storici brigatisti in libertà.
Secondo le testimonianze rese dal brigatista Savasta al giudice Priore, una struttura di Parigi identificabile con Hyperion aveva fatto da intermediario per la consegna di armi dall'OLP alle Brigate rosse nell'aprile del 1979. Le dichiarazioni di Savasta e di altri pentiti portarono all'arresto di Vanni Mulinaris il 2 febbraio 1982 a Udine, con le accuse di traffico di armi e collaborazione con il terrorismo; Mulinaris verrà poi dichiarato innocente, anche a seguito di una campagna di solidarietà da parte di alcuni intellettuali francesi.

## Caso Moro
Al tempo del caso Moro, Hyperion di Parigi aveva collegamenti con una scuola francese di lingue con sede a Roma in piazza Campitelli, a 150 metri da via Caetani, la via dove fu rinvenuto il 9 maggio 1978 il corpo di Moro. Nel mese di febbraio, prima del sequestro Moro, avvenuto il 16 marzo 1978, Hyperion aveva aperto a Roma un ufficio di rappresentanza in via Nicotera 26 (nel medesimo stabile si trovavano alcune società coperte del Sismi); lo stesso ufficio venne chiuso subito dopo il sequestro. Un'altra sede fu anch'essa aperta e chiusa nel 1978, in Viale Angelico a Roma; una terza sede si trovava a Milano. Venne avanzato il sospetto che intellettuali collegati con Hyperion costituissero parte della mente politica delle Brigate Rosse.

## Ipotesi sulla scuola
Hyperion fu sospettata di essere da un lato una struttura di riferimento per organizzazioni terroristiche come OLP, IRA, ETA e BR, dall'altro di mantenere rapporti contemporaneamente con CIA, KGB e Mossad.
Il sospetto, già affiorato in altre inchieste giudiziarie poi abortite, è che intellettuali ad esso collegati facessero parte del cervello politico delle Brigate Rosse (particolarmente Corrado Simioni, il quale godeva di amicizie ad altissimo livello, tanto da essere omaggiato, nel novembre 1992, di un'udienza privata con Papa Giovanni Paolo II insieme con Abbé Pierre).
Giovanni Pellegrino, presidente della Commissione stragi per 7 anni, suggerisce in un suo libro che Hyperion in realtà costituisse un punto d'incontro tra i servizi segreti delle nazioni contrapposte nella Guerra Fredda, necessario nella logica di conservazione degli equilibri derivanti dagli accordi di Yalta. Hyperion quindi sarebbe stato un mezzo per azioni comuni contro eventuali sconvolgimenti dell'ordine di Yalta. Proprio la politica di apertura al PCI attuata da Moro, poteva considerarsi una minaccia degli stessi equilibri politici consolidatisi fino a quel momento.
Si diede il nome di "Grande Vecchio" o "Burattinaio" a una persona o ad una struttura che, secondo alcuni commentatori italiani e altri uomini di governo italiani, avrebbe in una certa misura manovrato le BR dall'estero, probabilmente dalla Francia. È uno dei misteri tuttora irrisolti sulle BR. Si suppose che tale entità potesse essere il Superclan o un gruppo di persone, oppure Simioni stesso, gravitanti a vario titolo attorno Hyperion.